# Pierre Crouzet
Pour les articles homonymes, voir Crouzet.
Pierre Crouzet, né le 18 décembre 1753 à Saint-Vaast-lès-Mello et mort le 1er janvier 1811 à Paris, est un éducateur français.

## Biographie
Il a perdu son père à 6 ans et sa mère à 18 ans. Il est l'aîné de 9 enfants. Il a été élève du collège de Beauvais où il fait de brillantes études qui conduise le recteur de l'université de Paris à le faire entrer au collège du Plessis et va remporter le 1er prix de vers latins. Il est reçu docteur agrégé en 1778. Il est nommé professeur de 3e au collège de Montaigu en 1780, puis de 2e en 1786, de rhétorique, en 1790. 
En 1789, il a fondé le club de Montaigu, appelé aussi « Société des Amis de la Loi »,  avec d'autres professeurs du collège. Le club de Montaigu est probablement le résultat d'une scission dans la section de Saint-Geneviève avec la création du club de Navarre qui devait réunir les membres les plus radicaux de la section. En décembre 1789, il est intervenu dans un débat sur le célibat des prêtres. Crouzet a prêté serment à la Constitution, cela lui a permis d'être nommé principal du collège de Montaigu en 1791, renommé collège du Panthéon français. Le club de Montaigu a été jugé incivique en 1792, ce qui a valu à certains de ses membres d'être inquiétés et arrêtés. Pierre Crouzet a été incarcéré pendant deux mois.
Pendant l'été 1793, le département de Paris lui demande de rédiger avec son collègue Jean-François-René Mahérault un plan d'études pour les collèges qu’il doivent être réorganisés. Ce projet a été publié sous ce titre : « Plan d'études provisoires, par les citoyens Crouzet, principal du collège du Panthéon français, et Mahérault, professeur au même collège ». Il a été imprimé par ordre du département de Paris, en l'an II. Ce plan des études n'a finalement pas été retenu pour être présenté à la Convention nationale le 15 septembre 1793.
Il est élève de l'école Normale le 28 nivôse an III (17 janvier 1795).
Le 13 germinal an III (2 avril 1795), le Comité d'instruction publique nomme Pierre Crouzet pour remplacer Léonard Bourdon à la direction de l'Institut des Jeunes français que ce dernier avait fondé, aussi appelé école des Élèves de la patrie, situé dans le prieuré Saint-Martin.
Le 20 prairial an III (8 juin 1795), le Comité d'instruction publique a décidé de réunir les élèves de l'école des Orphelins de la patrie situés dans le prieuré Saint-Martin (Institut des Jeunes français) et de l'école de Popincourt (école des Orphelins militaires) à l'école des Enfants de l’armée à Liancourt. Les enfants des trois écoles doivent s'installer dans le château de Liancourt. Le 30 prairial (18 juin 1795) Pierre Crouzet est nommé directeur comptable de l’école des Orphelins de la patrie et des Enfants de l’armée, réunis dans le château de Liancourt 
Le 29 messidor an III (17 juillet 1795), les 250 enfants, choisis parmi les élèves de l'Institut des Jeunes français du prieuré Saint-Martin et de l'école de Popincourt, sont arrivés à Liancourt sous la conduite de Crouzet. Ils viennent s'ajouter aux 160 de l'école des Enfants de l’armée de Liancourt. Les fournisseurs de l'école n'étant plus payés, ils ont arrêté de subvenir aux besoins de l'établissement. Pierre Crouzet doit engager sa petite fortune pour permettre d'alimenter les élèves. À la suite de critiques sur son action dans l'école, Pierre Crouzet rédige un mémoire « Observations justificatives sur l'école nationale de Liancourt depuis son origine jusqu'à ce jour, Ier vendémiaire an VII » dans lequel il raconte l'état de santé des enfants à leur arrivée à Liancourt et le mauvais état sanitaire du lieu en faisant remarquer que sur les 650 élèves de l'établissement, seuls 15 sont morts. On lui reproche que les plus jeunes élèves gardent les vaches au lieu de suivre les cours, et il répond que lui-même a gardé les vaches jusqu'à 12 ans et que cela n'a pas altéré la dignité de son comportement, mais il reconnaît que le nombre important d'élèves pour les classes inférieures n'a pas permis de donner l'enseignement désiré.
Le 7 nivôse an VI, l'administration du département de l'Oise le nomme membre de la commission chargée de l'établissement de l'école centrale du département.
Pierre Crouzet est élu membre correspondant de l'Institut national en l'an VII. Lucien Bonaparte, ministre de l'Intérieur, l'a nommé le 1er fructidor an VIII directeur du collège de Compiègne, un des quatre collèges formant le Prytanée français. Il a alors quitté l'école de Liancourt. Ce collège était réservé aux élèves qui souhaitaient se consacrer aux arts mécaniques ou à la marine. Par un arrêté du 6 ventôse an XI (25 février 1803), les consuls ont décidé de faire du collège de Compiègne une école d'arts et métiers. Les élèves de l'école de Liancourt sont alors envoyés à Compiègne et l'école de Liancourt a cessé d'exister. 
Pierre Crouzet a été nommé le 7 germinal an IX (28 mars 1801) directeur du collège de Saint-Cyr, un des collèges du Prytanée français. Les 120 élèves qui y étaient avaient été laissés sans direction, et Crouzet y rétablit l'ordre en peu de jours. Un an après son arrivée, le collège comportait 600 élèves. Le collège formait des officiers pour l'armée et des hommes instruits pour l'État. En juin 1808, le collège de Saint-Cyr est transféré au Prytanée de La Flèche. Crouzet en a gardé la direction jusqu'au 17 mars 1809.
Pierre Crouzet est proviseur du lycée Charlemagne, ancienne école centrale de la rue Saint-Antoine, en 1809. Il a terminé sa carrière d'éducateur à sa mort, en 1811.
Il est inhumé au cimetière du Père-Lachaise (11e division).

## Famille

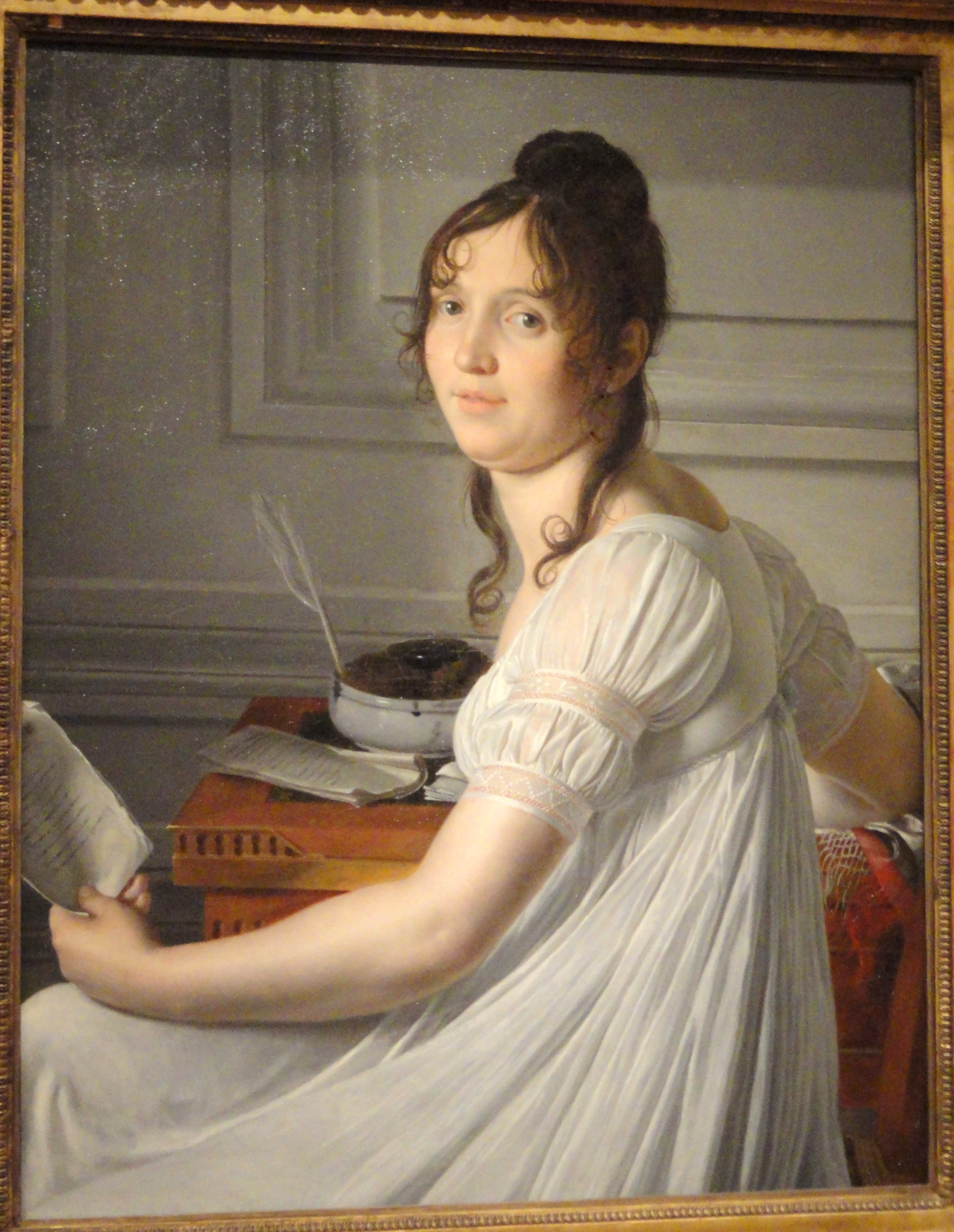
Portrait de Sophie Crouzet par Louis Hersent
Cleveland Museum of Art

Il s'est marié en 1790 avec Marie Elisabeth Sophie Hoguet (1771-1844), de dix huit années sa cadette, fille de Jean Gratien Hoguet (1738-1818) et de Marie Anne Catherine Victoire Hersent (1748-1817), cousine du peintre Louis Hersent, dont il a eu cinq enfants.
Sa fille aînée, Adélaïde-Victoire-Sophie Crouzet (1793-1825), a été élève de la Maison d'éducation de la Légion d'honneur à Écouen et la secrétaire de Madame Campan avant de se marier en 1812 avec le docteur Pierre Maigne de Mantes. Madame Campan s'est retirée à Mantes en février 1816 et a habité au 9 de la rue Tellerie à partir de fin mars, tout près de l'habitation du docteur Maigne et de son ancienne élève. Madame Campan atteinte d'un cancer du sein a été opérée à Versailles par le docteur Voisin assisté du docteur Maigne. Mais le mal progressant, elle est morte le 16 mars. Le docteur Maigne a publié en 1824 le Journal anecdotique de Madame Campan (lire en ligne).

## Publications
- Carmen in sacram inunctionem Napoleonis primi, Gallorum imperatoris, a Pio septimo, Summo Pontifice, inaugurati [texte imprimé] / Crouzet, Pierre , Auteur; Gillé, Joseph-Gaspard, Imprimeur. - Parisiis : ex typographia J. G. Gillé, 1804. - 9-[1] p.; 4°
- Poëme sur la liberté, prononcé à la distribution des prix de l'Université de Paris dans la salle des Amis de la Liberté et de l'Égalité, en présence d'une députation de la Convention nationale, ..., par le Citoyen Crouzet, principal du collège du Panthéon français et ancien professeur d'éloquence du même collège, et imprimé en vertu d'un décret de la Convention. Le 4 août l'an II de la République française, Imprimerie nationale, Paris, 1793 (lire en ligne)
- Fête de la jeunesse. Discours du citoyen Crouzet, directeur de l'École nationale de Liancourt, avant le couronnement des élèves. École du canton de Liancourt, imprimerie de la Rébublique, Paris, 1796 (lire en ligne)
- Ode sur les victoires de Napoléon le Grand, empereur des Français et roi d'Italie, imprimerie de Firmin Didot, Paris, 1805 (lire en ligne)
- Ode sur l'attentat du 3 nivôse lue à l'Institut national dans la séance du 13 pluviôse an IX, Fonderie et imprimerie de Gille, an IX (lire en ligne)

## Distinction

Blason accordé à Pierre Crouzet, chevalier de l'Empire

- Chevalier de la Légion d'honneur le 27 nivôse an XIII (5 novembre 1804)[4]
- Chevalier de l'Empire, par lettres patentes du 21 septembre 1808 [5].